# Hogwash Bend Conservation Park
Hogwash Bend Conservation Park är en park i Australien. Den ligger i kommunen Mid Murray och delstaten South Australia, omkring 150 kilometer nordost om delstatshuvudstaden Adelaide.
Trakten runt Hogwash Bend Conservation Park är nära nog obefolkad, med mindre än två invånare per kvadratkilometer.. Närmaste större samhälle är Waikerie, omkring 18 kilometer sydost om Hogwash Bend Conservation Park. 
Omgivningarna runt Hogwash Bend Conservation Park är i huvudsak ett öppet busklandskap. Genomsnittlig årsnederbörd är 320 millimeter. Den regnigaste månaden är februari, med i genomsnitt 68 mm nederbörd, och den torraste är oktober, med 8 mm nederbörd.